# كيم روسي ستيوارت
كيم روسي ستيوارت (بالإيطالية: Kim Rossi Stuart)‏ مواليد 31 أكتوبر 1969 في روما، هو ممثل إيطالي بدأ مسيرته الفنية عام 1986.

## الأعمال
- 2006: على طول ريدج

## وصلات خارجية
- كيم روسي ستيوارت على موقع IMDb (الإنجليزية)
- كيم روسي ستيوارت على موقع ألو سيني (الفرنسية)
- كيم روسي ستيوارت على موقع أول موفي (الإنجليزية)
- كيم روسي ستيوارت على موقع قاعدة بيانات الأفلام السويدية (السويدية)
- كيم روسي ستيوارت على موقع قاعدة بيانات الفيلم (الإنجليزية)
- كيم روسي ستيوارت على موقع كينوبويسك (الروسية)